# Władysław Jamroży
Władysław Jamroży (ur. 20 grudnia 1956 we Wrocławiu) – polski lekarz i przedsiębiorca. Ukończył studia w Akademii Medycznej we Wrocławiu (następnie zrobił specjalizacje z pediatrii i radiologii) i zarządzania w Akademii Ekonomicznej we Wrocławiu.

## Kariera biznesowa
W latach 1991–1992 był inicjatorem stworzenia i twórcą Ośrodka Litotrypsji w Polanicy-Zdroju, zajmującego się bezoperacyjnym kruszeniem kamieni moczowych (nerkowych i moczowodowych). Leczenie kamicy metodą litotrypsji pozaustrojowej było wówczas nowatorską, niezwykle skuteczną metodą terapii tej choroby.
Od 1994 członek rady nadzorczej, następnie w okresie październik 1995 – kwiecień 1997 prezes PZU na Życie. W grudniu 1997 za rządów koalicji AWS-UW został prezesem PZU SA. W styczniu 2000 rada nadzorcza zakładu zawiesiła go w obowiązkach, za podjęcie próby przejęcia przez Deutsche Bank kontroli nad BIG Bankiem Gdańskim (w którego radzie nadzorczej zasiadał) oraz blokowanie przejęcia kontroli nad PZU przez Eureko BV.
W kwietniu 2000 został prezesem Totalizatora Sportowego. Funkcję tę sprawował do marca 2001.
W maju 2001 został aresztowany i niemal dwa lata czekał w areszcie na przedstawienie zarzutów. Władysław Jamroży razem z Grzegorzem Wieczerzakiem został oskarżony o różne nieprawidłowości w zarządzaniu największym polskim ubezpieczycielem, jednakże wieloletnie procesy nie doprowadziły do ukarania. W 2008 Jamroży był jedną z osób skarżących Polskę przed Europejskim Trybunałem Praw Człowieka za przewlekłość postępowania sądowego.
18 października 2012 Sąd Rejonowy dla Warszawy Śródmieście uniewinnił go na wniosek prokuratury od wszystkich zarzutów.